# Weston-on-Trent
Weston-on-Trent est une paroisse civile et un village du Derbyshire, en Angleterre.